# Mardi Gras
Mardi Gras (/ˈmɑːrdi ˌɡrɑː/), "Mùa Mardi Gras", và "mùa Carnival", đề cập đến các sự kiện của  lễ hội Carnival, bắt đầu từ hoặc sau khi Lễ Hiển Linh và lên đến đỉnh điểm vào ngày trước Thứ Tư Lễ Tro. Mardi gras là tiếng Pháp nghĩa là Thứ ba béo, đề cập đến việc thực hành  bữa ăn của đêm cuối cùng phong phú hơn, ăn nhiều chất béo trước khi ăn chay nghi lễ của Mùa Chay, bắt đầu từ ngày Thứ Tư Lễ Tro. Ngày đôi khi được gọi là "Thứ ba Shrove", từ "shrive", có nghĩa là "thú nhận" hoặc "xưng tội". Các hoạt động phổ biến liên quan liên kết với các lễ kỷ niệm trước khi ăn chay và các nghĩa vụ tôn giáo gắn liền với mùa đền tội của Mùa Chay. Lễ hội này được du nhập sang Mỹ và ngày nay đặc biệt  tại  New Orleans và Mobile, Alabama.
Các hoạt động phổ biến bao gồm đeo mặt nạ và trang phục, đảo lộn các quy ước xã hội, khiêu vũ, thi đấu thể thao, diễu hành, biểu thức Tương tự như Mardi Gras xuất hiện trong các ngôn ngữ châu Âu khác chia sẻ truyền thống Kitô giáo, vì nó liên quan với yêu cầu tôn giáo để xưng tội trước khi Mùa Chay bắt đầu.